# PAS Giannina
Maillots
Dernière mise à jour : 14 février 2025.
Le Paneipirotic Athlitikos Syllogos Giannina 1966 (en grec moderne : Πανηπειρωτικός Αθλητικός Σύλλογος Γιάννινα 1966), plus couramment abrégé en PAS Giannina, est un club grec de football fondé en 1966 et basé dans la ville de Ioannina.

## Historique
Lors de la saison 2006-2007, alors que le club est en 2ème division, il atteint les demi-finales de la Coupe de Grèce après avoir éliminé trois clubs de l'élite dont le tenant du titre, l'Olympiakos en quart.

## Palmarès
| Compétitions nationales |
| --- |
| - Championnat de Grèce D2 (4) : - Champion : 1974-74, 1984-85, 2001-02 et 2019-20. - Coupe des Balkans des clubs : - Finaliste : 1993. |

## Personnalités du club

### Présidents du club
- Alexis Kouyias
- Giorgos Hristovasilis

### Entraîneurs du club
| - Kostas Choumis (1966) - Konstantinos Kokkas (1966 - 1967) - Adam Pitsioudis (1967) - Christos Christoforidis (1967 - 1968) - Chrisochoou (1968 - 1969) - Karalazos (1969) - Panagiotis Deligiorgis (1969 - 1970) - Adam Pitsioudis (1970 - 1971) - Giannis Papantoniou (1970 - 1971) - Gómez de Faria (1971 - 1973) - Nikos Alefantos (1973 - 1974) - Eduardo Rigani (1974) - Antonis Georgiadis (1974 - 1976) - Dobromir Zhechev (1976 - 1977) - Antonis Georgiadis (1977 - 1979) - Nikos Alefantos (1979) - Paulos Tzamakos (1979) - Giorgos Siontis (1979) - Jacek Gmoch (1979 - 1981) - Giorgos Siontis (1981 - 1982) - Bulgarie Petar Argirov (1982 - 1983) - Andreas Karamanolakis (1983) - Gerd Prokop (1983 - 1984) - Giorgos Siontis (1984) - Christos Archontidis (1984 - 1985) - Gerd Prokop (1985 - 1986) - Takis Geitonas (1986 - 1987) - Ab Fafié (1987) - Kostas Karapatis (1987) - Thomas Tsourlidas (1987) - Stefanos Vasileiadis (1987) - Giorgos Siontis (1987 - 1988) - Thanasis Loukanidis (1988) - Takis Loukanidis (1988) - / Alfredo Glasmanis (1988 - 1989) - Paulos Tzamakos (1989) - Stavros Diamantopoulos (1989 - 1990) | - Thanasis Dimitriadis (1990) - Włodzimierz Lubański (1990) - / Tom Frivalski (1990) - Stefanos Vasileiadis (1990) - Petr Packert (1990 - 1991) - Barry Hulshoff (1991) - Stefanos Vasileiadis (1991) - Giorgos Siontis (1991 - 1992) - Thanasis Dimitriadis (1992) - Anthimos Kapsis (1992 - 1993) - Lazaros Giotis (1993) - Dragan Kokotović (1993 - 1994) - Nikos Kirgios (1994) - Makis Katsavakis (1994) - Vasilis Konstantinou (1994) - Dobromir Zhechev (1994) - Takis Grammeniatis (1994 - 1995) - Dimitris Seitaridis (1994) - Vasilis Papachristou (1995) - Timo Zahnleiter (1995 - 1996) - Dimitris Seitaridis (1996) - Thanasis Dimitriadis (1996 - 1997) - Vasilis Papachristou (1997 - 1998) - Makis Katsavakis (1998) - Nikos Kirgios (1998) - Níkos Anastópoulos (1998 - 1999) - Vasilis Papachristou (1999) - Andreas Michalopoulos (1999 - 2000) - Giorgos Foiros (2000) - Georgios Paraschos (2000 - 2001) - Andreas Bonovas (2001) - Nikos Kovis (2001) - Níkos Anastópoulos (2001) - Stavros Mentis (2001) - Horacio Cordero (2001) - Giorgos Foiros (2001 - 2002) - Giorgos Vazakas (2002) | - Vasilis Papachristou (2002) - Níkos Anastópoulos (2002 - 2003) - Pantelis Kolokas (2003) - Bo Petersson (2003 - 2004) - Sotiris Zavogiannis (2004) - Jemal Gugushvili (2004) - Goderdzi Natroshvili (2004) - Pantelis Kolokas (2004) - Thanasis Charisis (2004) - Zoran Smileski (2004 - 2005) - Petros Michos (2005) - Giorgos Ladias (2005) - Vasilis Xanthopoulos (2005) - Giorgos Ladias (2005 - 2006) - Ioannis Gounaris (2006) - Níkos Anastópoulos (2006 - 2007) - Giannis Papakostas (2007) - Georgios Chatzaras (2007 - 2008) - Periklis Amanatidis (2008) - Thanasis Charisis (2008) - Níkos Anastópoulos (2008) - Guillermo Ángel Hoyos (2008 - 2009) - Miltos Mastoras (2009) - Georgios Paraschos (2009) - Thimios Georgoulis (2009 - 2010) - Níkos Anastópoulos (2010) - Stéphane Demol (2010 - 2011) - Giannis Christopoulos (2011) - Angelos Anastasiadis (2011 - 2012) - Giannis Christopoulos (2012 - 2013) - Savvas Pantelidis (2013) - Giorgos Georgoulopoulos (2013) - Sakis Tsiolis (2013 - 2014) - Giorgos Georgoulopoulos (2014) - Giannis Petrakis (2014) - Argirios Giannikis (2019 - 2021) - Iraklis Metaxas (2021 -) |

### Anciens joueurs du club
| - Poul Adado - Ibrahima Bakayoko - Ismaël Bouzid | - Derek Décamps - Gilles Domoraud - Giorgos Donis | - Konstantínos Mavropános - Fabrice Reuperne - Juan José Perea |

## Identité Visuelle

Ancien logo.
Logo actuel.